# Mariage mystique de sainte Catherine
Le Mariage mystique de sainte Catherine ou Mariage mystique de sainte Catherine avec des saints est une peinture à l'huile sur toile réalisée par Le Corrège, vers 1510-1511, et conservée à la National Gallery of Art de Washington. 

## Description
L'œuvre de faibles dimensions (29 × 22 cm) donc probablement de dévotion, montre Catherine d'Alexandrie, vêtue de rouge de vert et d'or, agenouillée devant le groupe de la « Sainte Anne trinitaire » entourée des saints François d'Assise et Dominique reconnaissables à leurs attributs. Dans la partie basse du tableau sont visibles devant le piédestal, la roue de son martyre, une épée et une couronne dorée. 

## Histoire
L'œuvre apparaît pour la première fois dans l'inventaire de la collection du comte Giovanni Battista Costabili Containi (m. 1841) à Ferrare ; elle est restée entre les mains de ses héritiers jusqu'en 1858. L'attribution au Corrège est suggérée la première fois par Giovanni Morelli, qui a vu l'œuvre en 1875 alors qu'elle était encore à Ferrare. Des érudits locaux avaient toutefois déjà fait une telle attribution, plaçant la toile dans la jeunesse de l'artiste. Des dommages à la surface de la peinture, en particulier au niveau du manteau et des visages de la Vierge Marie et de sainte Anne, étaient déjà mentionnés à la fin du XIXe siècle. 
L'œuvre est enregistré en 1877 appartenant au médecin Gustavo Frizzoni à Milan avant de passer entre les mains de divers héritiers. Dans les années 1930, la toile est achetée à l'ingénieur Bonomi par Alessandro Contini Bonacossi, qui la vend en 1932 à Samuel H. Kress, qui l'a finalement donné à son propriétaire actuel en 1939.
Constant-Louis-Antoine Lorichon en a réalisé une gravure en taille douce.